# Maria-Teresiaorden

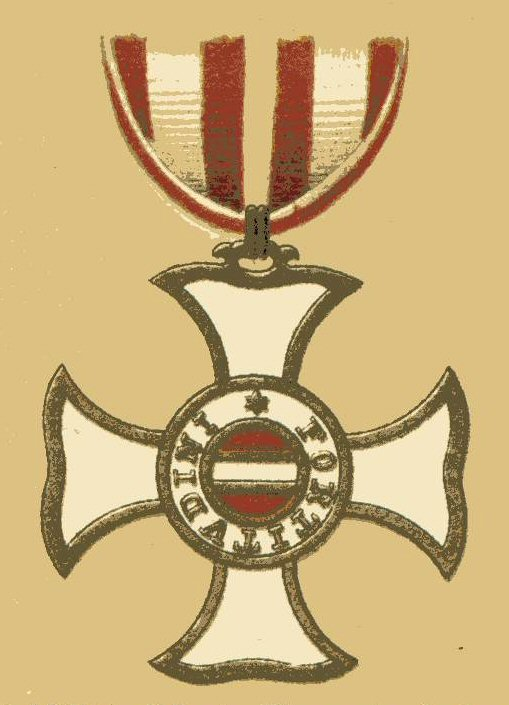
Ordenstecken för medlemmar av Maria-Teresiaorden.

Maria-Teresiaorden (tyska: Militär-Maria-Theresien-Orden) var en militär förtjänstorden i tre klasser instiftad den 22 juni 1757 av kejsarinnan Maria Teresia till minne av det utkämpade slaget vid Kolín. Innehavarna kan göra anspråk på friherrediplom. Ett stort antal årliga pensioner fanns för deras räkning, och efter deras död fick änkorna uppbära halva pensionen. Ordenstecknet är ett guldkantat vitemaljerat fyraarmat kors, med en rund mittsköld, på vilken synes ärkehertigliga österrikiska vapnet med omskriften Fortitudini ("Åt tapperheten"), medan sköldens frånsida bär inom en lagerkrans bokstäverna M. T. F. (Maria Teresia Franciscus). Ordensbandet är vallmorött med en vit rand mitterst.
När ordenssällskapet upphörde 1931 hade det utnämnt 1042 riddare, 140 kommendörer och 61 stora kors. Efter det utnämndes ytterligare en riddare i Ungern 1944, Vitéz Kornél Oszlányi.